# Clapham Junction (téléfilm)

Clapham Junction est un téléfilm britannique de 2007, écrit par Kevin Elyot à propos de l'expérience de plusieurs hommes homosexuels pendant 36 heures dans le quartier de Clapham à Londres et sur les conséquences qui se produisent quand leurs chemins se croisent. Il a été diffusé sur Channel 4 le 22 juillet 2007 et a été rediffusé le 1er septembre 2009.

## L'histoire
D'une cérémonie pour un mariage civil homosexuel jusqu'à un diner un peu houleux, cinq histoires se croisent à Londres de l'école au travail, des bars aux clubs pendant une chaude nuit d'été.

## Information
Le film a été diffusé à l'occasion du Short Season de Channel 4 pour célébrer le 40e anniversaire de la dépénalisation de l'homosexualité en Angleterre et au Pays de Galles. L'œuvre a provoqué plusieurs polémiques et a reçu des réactions mitigées, particulièrement de la part des téléspectateurs homosexuels qui y ont vu un portrait négatif des homosexuels, bien que certains l'aient trouvé intelligemment provocateur.
Le producteur, Elinor Day, cité dans The Independent, a rétorqué que l'idée du film était précisément de faire prendre conscience de l'homophobie. Interviewé dans The Daily Telegraph, le scénariste Kevin Elyot a déclaré qu'il ne souhaitait pas faire un film qui donne de leçons à ses spectateurs ; « This film is absolutely not that. I never, ever – I hope – point the finger ».
Clapham Junction s'est inspiré du meurtre de Jody Dobrowski qui a eu lieu le 14 octobre 2005 à Clapham Common (le personnage Alfie joué par David Leon est basé sur ces événements).

## Controverse avec les Pet Shop Boys
Dans la première version diffusée le 22 juillet 2007, une scène décrivant une attaque homophobe est accompagnée en fond sonore par le titre I'm With Stupid du duo britannique Pet Shop Boys (l'agresseur joué par Paul Nicholls dit à sa victime qu'il hait les Pet Shop Boys et l'agresse violemment). Quand le programme a été rediffusé sur la chaîne numérique More 4 quelques jours plus tard (le 30 juillet 2007), la scène a été modifiée et la piste musicale changée. Les dialogues du personnage également, sur demande des Pet Shop Boys.

## Distribution
- Samantha Bond
- Rupert Graves
- James Bellamy
- Paul Nicholls (en)
- Lucy Russell
- Luke Treadaway
- Stuart Bunce (en)
- David Leon
- Joseph Mawle
- Phoebe Nicholls
- Francis Lee
- Johnny Harris
- Tom Beard
- Rachael Blake : Belinda Hopkirk
- Philip Childs
- Jason Frederick